# 윤서령
윤서령(尹瑞伶, 2003년 1월 13일~)은 대한민국의 트로트 가수이자 방송인이다.

## 개요
중학교 시절 재능을 발견해 여러 가요제에서 입상하면서 가수 활동을 시작해 MBC 〈편애중계〉 '10대 트로트 가수왕' 2위를 하면서 이름이 알려지게 됐다.KBS 2TV 《트롯 전국체전》에 출연하여 독보적 흥과 끼를 뽐냈다.
귀여운 미소와 애교 넘치는 끼가 특징이며, 뛰어난 가사 전달력을 뽐내는 것은 물론, 맛깔나는 음색과 상큼한 소화력으로 트롯의 맛도 재치 있게 자랑하고 있다. '편애중계'를 통해 뛰어난 비주얼과 넘치는 끼를 자랑하며 눈도장을 찍은 윤서령은 정식 데뷔 전부터 광고업계의 주목을 받으며 차세대 트롯 주자로 발돋움 하고 있다.
윤서령은 무대가 끝나면 항상 아이돌의 엔딩 장면을 연상시키 듯 숨을 헐떡이는 제스처를 취해 '엔딩요정'이란 별칭도 생겼다.
트로트 가수 김연자가 롤모델이라고 하는 그녀는 대중에게 행복과 감동, 에너지를 주는 가수가 되는게 꿈이라고 한다.
2021년 제이지스타와 전속 계약 후 9월 7일 정식 데뷔하였다.

## 생애
가수인 아버지 덕분에 어릴 때부터 음악을 많이 듣고 자랐다. 어릴 때 부터 중학교 시절 까지는 경찰이 꿈이었다. 하지만 초등학교 때부터 노래로 인기를 끌며, 어떤 형식으로든 음악을 하고 싶었는데, 경덕중 시절 아버지의 권유로 민요를 본격적으로 배우기 시작했다. 운동을 좋아해 배구선수로도 활약했고 배드민턴도 했다. 중학교 3학년 때 청주 '무심천 벚꽃가요제'에 참가해 금상을 수상해 재능을 알게 됐고, 국악을 배운지 1년만에 충북예술고에 진학해, 고등학교 때엔 청주의 트로트 가수인 아버지 윤태경을 기쁘게 하기 위해 〈제23회 제천박달가요제〉에도 참가해 동상을 수상했으며, MBC 〈편애중계〉 '10대 트로트 가수왕' 2위를 하면서 이름이 알려지게 됐다. 고3 때인 2021년에 입시를 앞두고 전공으로 국악과 실용음악 사이에서 고민하였지만, 2월 8일 매니지먼트사 제이지스타와 전속 계약을 맺고, 서울과 청주를 오가며 소속사에서 마련해준 연습실에서 노래 연습을 해서 9월 싱글 앨범을 발매하며 데뷔하였다. 2022년 고등학교 졸업 후 대학진학은 잠시 미루고 가수 활동에 전념하고 있다.

## 데뷔
KBS '트롯 전국체전'에서 〈얄미운 사람〉으로 발랄함과 끼로 대중의 이목을 끌면서 2021년 2월 8일 제이지스타와 계약을 맺고 데뷔 준비에 들어가 2021년 8월 30일 '알고보니, 혼수상태'가 작사, 작곡한 〈척하면 척이지〉 곡으로 '더 트롯쇼'에서 데뷔 무대를 가졌으며, 음반은 9월 7일 발매하였다.

## 연예 활동
- 가수 김연자를 롤모델이라고 밝혔는데 "노래로 수많은 사람을 즐겁게 해주는 독보적인 흥을 갖고 있어서 그런 점을 매우 닮고 싶다. 열심히 해서 언젠가 한 무대에 함께 서고싶다”고 바람을 밝혔다.[12] 또 경기민요에서는 유지나가 롤모델이라고 한다.[13]

- 〈윤서령 텔레비젼〉 유튜브 - 2021년 2월 22일 자신의 유튜브 채널 '윤서령 텔레비전'을 개설하고 커버곡을 올리기 시작했다.

- 2020년 4월 10일 MBC 《편애중계》 '10대 트로트 대전' 예선전에 참가해 장윤정의 〈초혼〉을 가슴속을 파고드는 애절한 보이스로 열창했다. "오 잘한다", "음색이 굉장히 좋다","이 분은 저희가 픽하도록 하겠습니다. 동그라미 쳐야되겠어."라는 반응이 이어졌다. 작사가 이건우는 "진지하게 부르는 자세하고 발성이 완숙한 단계는 아니지만 조금 더 공부를 하면 훨씬 더 좋은 소리가 나올 것 같다."며 칭찬했다. 작곡가 정경천은 "연습하면 충분히 나오는데, 지금은 한음이나 반음 내려야 돼. 그래야 자기가 할 수 있는 완타(?)를 발휘할 수 있다."고 조언했다. 또 혜은이의 〈새벽비〉를 사이다 같은 가창력으로 속 시원하게 불렀다. 모든 출연진이 "와~"하며 탄성을 질렀고 이어 가수 붐은 "예비 농구팀 윤서령!", "리듬감 좋고요, 가창력 좋고요", 서장훈은 "스타성은 있다", "댄스까지 하면서 노래하기 쉽지 않은데"라며 전원 그녀의 무대에 혀를 내둘렀다. 인터뷰 때 차분한 모습이었지만, 무대에선 파워풀하게 변신하면서 반전 매력으로 무대를 장악하고 디스코 댄스까지 소화, 수준급 무내매너까지 보여주었다.

- 2020년 4월 17일 MBC 《편애중계》 '10대 트로트 대전' 본선에 참가했다. 캐스팅 라운드 무대에서 그녀는 금잔디의 〈신 사랑고개〉를 선곡해 쏙쏙 박히는 포인트 안무와 청아한 음색을 뽐내며 완벽한 무대를 꾸며냈다. 안정환은 "노래를 부르면서 춤을 추는 게 굉장히 어려운데 잘했다", 서장훈은 "스타성은 세 사람 중 가장 뛰어난 것 같다"라고 칭찬했다. 금잔디 매니저는 "제가 보기에는 금잔디 씨 노래를 따라한 것 같다는 생각이 들었다. 무대 자신감은 좋았다. 그만큼 노래 소화를 잘했다"라고 평가했다. 버즈 매니저는 "혹시 가요를 부를 수 있냐"라며 요청고, 야구팀인 윤서령은 이선희의 〈인연〉을 가슴을 후벼파는 보이스와 땀을 흘리는 열정으로 트로트 창법으로 열창했다. 심금을 울리는 보이스에 버즈 매니저는 바로 투표를 하는 모습을 보였다. 46표를 얻어 결선에 진출했다. 다수의 매니저들은 윤서령을 꼽은 이유로 "준비를 많이 해온 것 같았다. 아마추어 같지 않았다"라고 평가했다. 결선 '신곡 부르기'에서 〈몰라 몰라〉를 자신의 장기인 퍼포먼스를 첨가해 화려한 무대를 꾸몄다. 김제동은 "노래가 쫙 붙는다"라며 칭찬했다. 정경천은 "김산하와 윤서령 소화력은 좋은데 감정 표현이 부족했지만 두 분 다 잘했다"라고 평가했다. 이후 최종 발표가 이루어졌고, 김산하가 우승, 윤서령은 준우승을 했다.[14]

- 2020년 7월 23일부터 8월 16일까지 '이마트' SNS에 여름 성수기를 맞이해 연장영업을 알리는 광고의 CM송을 불렀다. 윤서령의 센스 가득한 표정연기와 넘치는 끼가 돋보였다.[15]

- 트롯 전국체전 - 2020년 12월 5일 '트롯 전국체전'에 참가해 구성진 음색과 발랄한 퍼포먼스로‘얄미운 사람’무대를 펼친 윤서령은 범상치 않은 끼와 인형 비주얼로 감독들과 코치진들의 마음을 저격, 8도 올스타로 충청의 마스코트가 됐다.[16] 코치 조정민은 '선배님이 그러는데 이제 조정민 시대는 끝났다고 한다.'고 했고, 감독 조항조는 '충청의 마스코트로 키우겠다.'고 했다. 마지막에 윤서령은 아이돌의 엔딩 장면을 연상시키 듯 숨을 헐떡이는 제스처를 취해 '엔딩요정'이란 별칭도 생겼다.

- 트롯 전국체전 - 2021년 1월 2일 KBS 2TV '트롯 전국체전' 5회 2라운드 '지역별 팀대결'에 김산하, 이송연과 함께 '충청걸스' 팀으로 참가하여 진성의 〈울 엄마〉를 선곡해 국악트로트 풍의 애절하고 발랄한 무대를 펼쳐 경기 지역 '곰 세마리' 팀을 무려 18:0이라는 압도적인 점수 차이로 승리하였다. 연습 과정에서 이송연이 윤서령의 애교뿜뿜 동작에 쑥스러워하는 모습이 보이기도 했다. 무대에 오른 '충청걸스' 팀 윤서령은 경기민요 전공자 답게 구성진 목소리로 후렴구를 불러 완벽한 하모니를 보여주었다. 그녀의 팔을 튕기는 춤사위는 한국무용가가 아닌가 착각이 들게 만들었다. 중반부에선 이송연의 노래에 경상 코치 조정민이 '오~ 너무 잘해', 전라 감독 남진은 '차이가 너무 난다'고 찬사가 쏟아졌다. 3명의 완벽한 하모니와 흥겨운 무대에 전라 지역 선수 '재하'는 '얼씨구나 좋구나, 야 풍악을 울려라'라고 외쳤고, 전원 기립박수로 환호하였다. 제주 감독 고두심 '아이고 요것들 봐라', 강원 감독 김범룡은 '시원하다', 전라 감독 남진은 '아 좋다'라며 연이은 감탄사가 이어졌다. 이날 '충청걸스'는 쉽게 2라운드의 문턱을 넘어 3라운드에 진출하였다.

- 트롯 전국체전 - 2021년 1월 9일 KBS 2TV '트롯 전국체전' 6회 3라운드 '1:1 데스 매치'에 참가하여 계은숙의 〈노래하며 춤추며〉를 선곡해 '국어사전 귀여워 뜻은 윤서령, 트롯전국체전 평정하러 왔다'는 타이틀로 무대에 올라 제주지역 강승연과 대결을 펼쳤다. 검정 반바지에 청카바 차림으로 상큼한 모습과 발랄한 춤을 선보였다. 이에 충청 코치 별은 '아유 귀여워', 감독 김연자는 '상큼하다', 제주 코치 주영훈은 '대체적으로 쟤가 잘해요'라고 했고, 코치 나태주는 '춤도 잘춰', 서울 감독 주현미는 '아이 귀여워 아이 예뻐'라며 극찬했다. 투표결과 윤서령과 강승연은 9:9 무승부로 동시 탈락했다. 이에 코치 나태주는 '서령아 가지마'라며 아쉬워 했고, 감독 김연자는 '야 데스매치 되게 쎄다'며 놀라워 했다. 윤서령은 "그래도 저는 '트롯전국체전'이 꿈을 향해 걸어 올라가는 한 계단이라고 생각하기 때문에 더 열심히 노력하겠다. 노래 들어주셔서 너무 감사하다"고 소감을 밝혔다. 방송 후 윤서령은 자신의 인스타그램에 "여러분! 오늘도 트롯전국체전 즐겁게 보셨나요? 많이 아쉬운 무대였지만 이쁘게 봐주셔서 너무 감사드리고 더 열심히 하는 모습 보여드리도록 하겠습니다"라는 글을 남겼다.[17] 1월 16일 7회에서 추가합격해 4라운드에 진출하였다.

- 트롯 전국체전 - 2021년 1월 30일 KBS 2TV '트롯 전국체전' 9회 4라운드 '지역 대통합 〈듀엣 미션〉'에 정주형과 함께 '매력이 주령주령' 팀이 되어 김연자의 〈10분 내로〉를 선곡, 발랄한 댄스로 도입부부터 시선을 강탈하거나, 구성진 보이스를 자랑하며 제주 코치 주영훈의 “잘했다”는 칭찬도 이끌었다. 윤서령은 정주형으로부터의 체력 훈련으로 눈길을 끌었고, 정주형 역시 댄스에 도전해 시청자들의 궁금증도 자극했다. 1413점으로 4위를 차지한 매력이 주령주령은 투표 결과 13 대 5로 정주형만이 준결승에 진출, 정주형은 “언니로서 너무 미안하다”며 눈물을 보였다. 윤서령은 충청 감독, 코치진에게 감사한 마음을 전하며 “새로운 윤서령을 나중에 보여드릴 수 있게 노력 많이 하겠습니다”라며 인사말를 남겼다.[18]

- 2021년 2월 9일 김산하, 윤서령, 김다현 등 각계 인사 37명이 충북도교육청 홍보대사로 위촉됐다. 충북도교육청 홍보대사는 무보수 명예직으로 2023년 3월 말까지 충북교육 정책 홍보와 교육 행사·캠페인 등을 지원하는 역할을 맡게 된다.[19]

- 2021년 9월 7일 첫 싱글앨범을 발매하였다. KBS '트롯 전국체전'에서 〈얄미운 사람〉으로 발랄함과 끼로 대중의 이목을 끌면서 2021년 2월 8일 제이지스타와 계약을 맺고 데뷔 준비에 들어가 2021년 8월 30일 〈척하면 척이지〉 곡으로 '더 트롯쇼'에서 데뷔 무대를 가졌다. 〈척하면 척이지〉는 트롯에서 말하는 정통트롯기법과 세미트롯기법이 함께 담겨져 있는 새로운 느낌의 뉴트롯으로 그녀의 장점만을 모아놓은 일종의 맞춤곡이다. 신나는 드럼, 베이스, 기타와 브라스의 힘있는 연주가 그녀의 시원한 사이다보이스와 함께 어우러져 듣는이에게 흥을 선사한다. 사랑하는 사람과 오랜 믿음으로 척하면 척인 사랑을 노래하는 가사가 인상적이다. 이 곡은 수많은 히트곡들을 탄생시킨 작곡팀 '알고보니, 혼수상태'가 그녀의 창법을 연구하며 심혈을 기울여 프로듀싱하였다.[20]

- 미스트롯3 - 2023년 12월 21일 나영과 1:1 대결을 했다. 트롯 비타민이라고 소개했으며, '사랑님'을 불렀다. 아쉽게도 11하트를 받아 탈락 후보가 되었지만, 다행히도 추가합격 되었다.

- 미스트롯3 - 2024년 1월 11일 대학부 팀미션으로 '오세요'를 불렀다. 아쉽게도 12하트를 받았고, 마스터의 상의 끝에 추가합격 되었다.

- 미스트롯3 - 2024년 1월 25일 미스김과의 1:1 대결이다. 추가합격을 두번 거쳐서 올라온 무대이기에, 긴장을 많이 하는 모습을 보여주었으며 그만큼 열심히 하겠다고 다짐하였다. 정다경의 '하늬바람'을 불렀고, 미스김과의 대결에서 승리하였다.

- 미스트롯3 - 2024년 2월 1일 3라운드에서 선을 차지한 윤서령을 팀장으로 하여 곽지은, 나영, 화연과 같이 뽕미닛 팀으로 메들리를 진행하였다. 멘토는 김연자가 맡았다. 메들리 곡으로 10 Minutes (이효리), 분내음 (홍지윤), 하니하니 (서지오), 진정인가요 (김연자), 빗속의 여인 (에드훠), 잘못된 만남 (김건모)를 불렀다. 마스터 점수 1246점과 관객점수 167점을 받아 3위에 랭크된다.

- 미스트롯3 - 2024년 2월 8일 여왕전에서는 노다현씨의 효심가를 불렀다. 마스터 점수 1228점, 관객점수 153점을 받았다. 점수 최종합계 4위로 1위의 전체생존 혜택을 받지 못해 탈락위기에 놓였지만 생존자 명단에 들어가면서 다음 라운드에 진출하였다.

- 미스트롯3 - 2024년 2월 22일 이후 1:1 대결에서 물레방아를 불렀는데 칼춤 퍼포먼스를 선보였다. 이후 8위로 TOP10에 들어가 다음 라운드로 진출하였다.

- 미스트롯3 - 2024년 2월 29일 '아라리요'를 불렀다. 최종 10위로 도전을 마감했다.

## 앨범
- 2020.12.12. 컴필레이션(옴니버스) 앨범 《트롯 전국체전 Part.1》수록곡 〈얄미운 사람〉 (장르: 트로트)
- 2021.01.03. 컴필레이션(옴니버스) 앨범 《트롯 전국체전 Part.5》수록곡 〈울엄마〉 (장르: 트로트)
- 2021.01.31. 컴필레이션(옴니버스) 앨범 《트롯 전국체전 Part.8》 수록곡 〈10분내로〉 매력이 주령주령(윤서령&정주형) (장르: 트로트)
- 2021.09.07. 싱글 1집(1CD) 《척하면 척이지》 수록곡 〈척하면 척이지〉, (장르: 성인가요/트로트, 작사/작곡/편곡: 알고보니,혼수상태, 기획사:제이지스타, 유통사:(주)인터파크)
- 2022.03.02. 싱글 2집 《나비소녀》 수록곡 〈나비소녀〉, (장르: 성인가요/트로트, 작사/작곡:박정욱(MOT),김준일(MOT), 편곡:최준원 기획사:제이지스타, 유통사:(주)인터파크)

## 광고, CM송
- 2020.07.23. 윤서령이 함께한 이마트 연장영업 CM송
- 2021.03. 청소년 진로 잡지 《MODU》 3월호 표지모델
- 2022.02.《SWEET》매거진 2월호 표지모델

## 학력
- 2016년 청주 경덕초등학교 졸업
- 2019년 청주 경덕중학교 졸업[21]
- 2022년 충북예술고등학교 음악과(경기민요 전공) 졸업

## 수상
- 2018년 청주 《무심천 벚꽃가요제》 금상, 〈새벽비〉[22]
- 2019.10.19. 《제23회 제천박달가요제》(제천문화재단 주최, CJB 청주방송 주관) 동상[23]
- 2020년 4월 MBC 《편애중계》 '10대 트로트 가수왕 대전', 준우승
- 2022.02.23. 《2021 월드크리에이터 대상》 한류 트로트 부문 인기상

## 경력
- 2021.02.09. 《충청북도교육청》 홍보대사[24]
- 2023.04.06. 《충청북도교육청》 홍보대사[25][26][27]
- 2024.09.13. 청주시 홍보대사[28][29][30]
- 2025.05.28. 2025 한우 명예홍보대사[31][32]

## 자격, 면허
- 2019.10.19. 가수인증서

## TV
- 2020년 2월 KBS 《노래가 좋아》 〈새벽비〉 (with 언니)[33]
- 2021.06.09. MBC every1 《대한외국인》 139회 게스트, 〈얄미운 사람〉
- 2021.06.11. KBS청주 《무대를 빌려드립니다》 게스트, 〈얄미운 사람〉,〈사랑님〉,〈사랑은 나비인가봐〉,〈새벽비〉
- 2021.06.16. KBS청주 《개국 76주년 특집음악회》1부 '여러분의 무대', 초대가수 〈얄미운 사람〉
- 2021.06.17. 여수MBC 《오마이싱어》 99회, 게스트 〈새벽비〉,〈얄미운 사람〉
- 2021.07.10. KBS 2TV 《트롯 매직유랑단》 15회 '〈트롯 매직유랑단〉 VS 〈미스터리 쇼맨〉', 게스트(매직유랑단 팀), 〈하니하니〉윤서령X설하윤
- 2021.08.27. KBS부산 《아침마당 부산》 658회, 게스트(윤서령, 완이화),'인생 노래방' 〈얄미운 사람〉,〈울 엄마〉, '갈치도 이 노래' 〈목포행 완행열차〉
- 2021.09.07. SBS F!L, MTV 《더 쇼(THE SHOW)》 274회 'The Show Hot Stage', 〈척하면 척이지〉
- 2021.09.08. MBC M(MBC every1) 《쇼! 챔피언》 408회, 〈척하면 척이지〉
- 2021.09.16. Mnet 《M COUUNTDOWN(엠 카운트다운)》 725화, 〈척하면 척이지〉
- 2021.09.22. MBC every1, MBC M 《쇼! 챔피언》 410회, 〈척하면 척이지〉
- 2021.09.24. KBS 2TV 《뮤직뱅크》 1090회, 〈척하면 척이지〉
- 2021.09.28. SBS F!L, MTV 《더 쇼(THE SHOW)》 276회 'The Show Hot Stage', 〈척하면 척이지〉
- 2021.10.01. KBS 2TV 《뮤직뱅크》 1091회, 〈척하면 척이지〉
- 2021.10.19. 울산MBC 《울산을 틀어라 - 울트라》 '떠! 트롯중심', 게스트,〈하니하니〉,〈척하면 척이지〉
- 2021.10.20. KNN 《청춘밴드 시즌2》 게스트,〈인연〉,〈척하면 척이지〉
- 2022.03.09. MBC 《쇼! 챔피언》 426회, 〈나비소녀〉
- 2022.03.13. SBS 《인기가요》 1128회, 〈나비소녀〉
- 2022.04.08. KBS청주 《무대를 빌려드립니다》 , 〈나비소녀〉,〈밤열차〉,〈열정〉윤서령X하유비X김희진
- 2022.05.21. KBS대전 《찾아가는 음악회》 '금산장애우평등학교', 〈나비소녀〉,〈얄미운 사람〉,〈척하면 척〉
- 2022.05.28. G1방송 《전국 TOP 10 가요쇼》 895회 (양구 백자박물관), 초대가수 〈나비소녀〉,〈척하면 척이지〉
- 2022.06.18. MBC 《가요베스트》 '2022 씨원아일랜드 그랜드 오픈기념 축하공연', 〈척하면 척이지〉,〈나비소녀〉
- 2022.07.03. MBC 《가요베스트》 '신안 자은도', 〈척하면 척이지〉
- 2022.11.25. 실버아이TV 《가요세상》
- 2023.03.09. MBC ON 《트롯챔피언》EP.13,〈나비소녀〉
- 2023.04.23. OBS경인TV 《가요세상》 3회, 인천 계양 문화회관, 〈나비소녀〉,〈10분 내로〉
- 2023.07.07. KBS부산 《아침마당 부산》 두자매(윤서령, 김희진) 편, 〈사랑은 마끼아또〉윤서령x김희진,〈척하면 척이지〉,〈옆집 누나〉윤서령x김희진,〈신 사랑고개〉윤서령x김희진

#### KBS 1TV 〈6시 내고향〉
- 2021.07.22. ~ KBS 1TV 《6시 내고향》 7330회, 트로트 농활 원정대 '네박자', 고정 출연(한강&윤서령)
- 2022.03.03  7483회 (공사창립 48주년 특집 및 방송 60년 기획) - 착한소비 장보고) 임시 패널[34]
- 2022.11.17. KBS 1TV 《6시 내고향》생방송, 가평군 편
- 2022.11.24. KBS 1TV 《6시 내고향》생방송, 청양군 편
- 2022.12.01. KBS 1TV 《6시 내고향》생방송
- 2022.12.08. KBS 1TV 《6시 내고향》생방송

#### SBS F!L, MTV 〈더 트롯쇼〉
- 2021.04.07. SBS F!L, MTV 《더 트롯쇼(The 트롯SHOW)》 2회 '프린수찬의 한곡 해' - 윤서령 〈사랑은 나비인가봐〉(현철)
- 2021.08.30. SBS F!L, MTV 《더 트롯쇼(THE 트롯SHOW)》 22회 '신곡 맛집, 이 곡 어때?', 〈척하면 척이지〉
- 2021.09.27. SBS F!L, MTV 《더 트롯쇼(THE 트롯SHOW)》 28회, 〈척하면 척이지〉
- 2021.10.25. SBS F!L, MTV 《더 트롯쇼(THE 트롯SHOW)》 32회, 10위 〈엄마아리랑〉(송가인)
- 2021.11.01. SBS F!L, MTV 《더 트롯쇼(THE 트롯SHOW)》 33회 '10월의 차트', 50위 〈척하면 척이지〉
- 2021.11.29. SBS F!L, MTV 《더 트롯쇼(THE 트롯SHOW)》 37회,〈척하면 척이지〉
- 2022.03.07. SBS F!L, MTV 《더 트롯쇼(THE 트롯SHOW)》 40회, 신곡〈나비소녀〉
- 2022.03.21. SBS F!L, MTV 《더 트롯쇼(THE 트롯SHOW)》 42회,〈나비소녀〉
- 2022.04.04. SBS F!L, MTV 《더 트롯쇼(THE 트롯SHOW)》 44회,〈블링블링〉(김연자)
- 2022.07.11. SBS F!L, MTV 《더 트롯쇼(THE 트롯SHOW)》 55회, 41위〈나비소녀〉
- 2022.07.25. SBS F!L, MTV 《더 트롯쇼(THE 트롯SHOW)》 57회, 39위〈나비소녀〉
- 2022.09.10. SBS F!L, MTV 《더 트롯쇼(THE 트롯SHOW)》 62회 '명곡트롯',〈손님온다〉(윤수현)하유비X김희진X윤서령
- 2022.10.03. SBS F!L, MTV 《더 트롯쇼(THE 트롯SHOW)》 63회, 45위〈나비소녀〉
- 2022.11.21. SBS F!L, MTV 《더 트롯쇼(THE 트롯SHOW)》 66회 '금산 특집 1부', 〈엄마 아리랑〉
- 2022.12.05. SBS F!L, MTV 《더 트롯쇼(THE 트롯SHOW)》 68회,〈한량가〉(영탁)
- 2023.02.20. SBS F!L, MTV 《더 트롯쇼(THE 트롯SHOW)》 75회,〈옆집누나〉윤서령x김희진x하유비
- 2023.04.03. SBS F!L, MTV 《더 트롯쇼(THE 트롯SHOW)》 79회,〈나비소녀〉
- 2023.07.10. SBS F!L, MTV 《더 트롯쇼(THE 트롯SHOW)》 90회,〈사랑은 마끼아또〉두자매(윤서령, 김희진)
- 2023.08.14. SBS F!L, MTV 《더 트롯쇼(THE 트롯SHOW)》 95회,〈사랑은 마끼아또〉두자매(윤서령, 김희진)
- 2023.09.11. SBS F!L, MTV 《더 트롯쇼(THE 트롯SHOW)》 97회,〈사랑은 마끼아또〉두자매(윤서령, 김희진)

#### KBS 1TV 〈가요무대〉
- 2021.04.26. KBS 1TV 《가요무대》 1699회 '4월의 신청곡', 〈낭랑 18세〉
- 2021.08.16. KBS 1TV 《가요무대》 1713회 '시원한 여름', 〈조개껍질 묶어〉(윤형주)
- 2021.10.18. KBS 1TV 《가요무대》 1721회 '열애', 〈그리움만 쌓이네〉(여진)
- 2022.01.31. KBS 1TV 《가요무대》 1736회 '고향길', 〈처녀 농군〉
- 2022.04.18. KBS 1TV 《가요무대》 1746회 '첫사랑', 〈나는 열일곱 살〉(박단마)
- 2022.08.29. KBS 1TV 《가요무대》 1764회 '8월의 신청곡', 〈아빠의 청춘〉(오기택)
- 2022.11.28. KBS 1TV 《가요무대》 1775회 '11월의 신청곡', 〈새벽비〉(혜은이)
- 2023.01.30. KBS 1TV 《가요무대》 1784회 '1월의 신청곡', 〈얄미운 사람〉(김지애)
- 2023.03.20. KBS 1TV 《가요무대》 1791회 '즐거운 세계여행', 〈홍콩 아가씨〉(금사향)

#### MBC 〈편애중계〉
- 2020.04.10. MBC 《편애중계》 '10대 트로트 대전' 예선전 - 〈새벽비〉(혜은이), 〈초혼〉(장윤정)
- 2020.04.17. MBC 《편애중계》 '10대 트로트 대전' - 준우승, 캐스팅 라운드 〈신 사랑고개〉(금잔디), 시범곡 〈인연〉(이선희), 결선 신곡부르기 〈몰라 몰라〉
- 2020.06.12. MBC 《편애중계》 '패자부활전' - 퇴근길 콘서트, 왕중왕전 진출 실패

#### KBS 2TV 〈트롯 전국체전〉
- 2020.12.05. KBS 2TV 《트롯 전국체전》 1회 1라운드 '미스터리 지역선수 선발전', 18세 고교생. 〈얄미운 사람〉, 올스타. 지역 충청.
- 2021.01.02. KBS 2TV 《트롯 전국체전》 5회 2라운드 '지역별 팀대결', 〈울 엄마〉(진성), 충청걸스 팀(김산하, 윤서령, 이송연), 3라운드 진출
- 2021.01.09. KBS 2TV 《트롯 전국체전》 6회 3라운드 '1:1 데스 매치', 충청 지역, 〈노래하며 춤추며 〉(계은숙), 제주지역 강승연과 대결해 9:9 무승부로 탈락
- 2021.01.16. KBS 2TV 《트롯 전국체전》 7회 3라운드 '1:1 데스 매치', 충청 지역, 추가합격자, 4라운드 진출
- 2021.01.30. KBS 2TV 《트롯 전국체전》 9회 4라운드 '지역 대통합 〈듀엣 미션〉', '매력이 주령주령' 팀(윤서령, 정주형), 〈10분 내로〉(김연자), 준결승 진출 좌절
- 2021.02.27. KBS 2TV 《트롯 전국체전》 비하인드 - TOP8 스토리

#### KBS대전 〈대충먹뷰〉
- 2020.04.22. KBS대전 《대충먹뷰》 1화 대전편, 게스트
- 2020.05.14. KBS대전 《대충먹뷰》 2화 대전편, 게스트
- 2020.06.04. KBS대전 《대충먹뷰》 3화 대전편, 게스트
- 2020.06.25. KBS대전 《대충먹뷰》 4화 부여편, 게스트
- 2020.07.16. KBS대전 《대충먹뷰》 5화 부여편, 게스트
- 2020.07.30. KBS대전 《대충먹뷰》 부여 번외편, 게스트

```
* 티비 조선 미스트롯3 출연.
```

## 방송
- 2020.12.05. ~ KBS2 《트롯 전국체전》 - 참가자
- 2022.04.05. ~ SBS 《요리조리 맛있는 수업》 - 진행
- 2023.11.14. TV조선 《화요일은 밤이 좋아》 <89회> - 게스트
- 2023.12.21. ~ TV조선 《미스트롯3》 - Top 10

## 라디오
- 2021.08.06. TBS FM 《최일구의 허리케인 라디오》 '서바이벌 힘든싱어', 게스트 〈울 엄마〉,〈미운사내〉
- 2021.09.30. KBS청주 2라디오 HappyFM 90.9 《이해수의 라디오스타》 '어쩌다 라이브(어라이브)', 〈척하면 척이지〉,〈울 엄마〉,〈사랑님〉
- 2021.10.22.  TBN경인교통방송 《TBN차차차》 게스트, 〈울엄마〉,〈척하면 척이지〉,〈십분내로〉,〈하니하니〉
- 2021.10.20. 국방FM 《동엽, 미자의 행복한 국군》  게스트, 〈척하면 척이지〉,〈하니하니〉
- 2021.10.25. BBS 《김흥국의 백팔가요》 게스트, 〈척하면 척이지〉,〈하니하니〉,〈십분내로〉
- 2021.11.10. 목포MBC 《즐거운 오후2시》 게스트 '윤서령 & 김희진', 〈하니하니〉,〈척하면 척이지〉
- 2022.01.06. 안동MBC 표준FM 《홍형철 반은혜의 즐거운 트로트 세상》 게스트 〈척하면 척이지〉,〈하니하니〉,〈꽃바람〉
- 2022.02.14. KNN 《강영운의 딱좋은라디오》 게스트 김희진 & 윤서령, 〈척하면 척이지〉,〈꽃바람〉,〈하니하니〉
- 2022.03.17. TBN 한국교통방송 《박철의 방방곡곡》 게스트,〈십분내로〉(김연자),〈나비소녀〉,〈척하면 척이지〉
- 2022.03.09. 광주KBC 《이한위의 찐 가요쇼》'찐초대석', 〈새벽비〉,〈척하면 척이지〉,〈얄미운 사람〉,〈사랑님〉,엔딩〈나비소녀〉
- 2022.07.24. 목포MBC 《즐거운 오후 2시》공개방송 -《제25회 무안 연꽃축제》'연꽃 음악회', 초대가수 〈나비소녀〉,〈척하면 척이지〉
- 2022.09.15. BTN 라디오 울림 《수호천사 김중연 입니다》 92회, 게스트 〈나비소녀〉,〈척하면 척이지〉
- 2022.10.19. KBS Happy FM 《김혜영과 함께》'꺽기대전' 이지오 vs 윤서령,〈10분내로〉(김연자), 1승
- 2022.10.26. KBS Happy FM 《김혜영과 함께》'꺽기대전' 신나라 vs 윤서령,〈밤열차〉(김연자),〈나비소녀〉
- 2023.02.02. 안동MBC 표준FM 《홍형철 반은혜의 즐거운 트로트세상》게스트 윤서령 & 김희진, 〈척하면 척이지〉,〈10분내로〉,〈사랑님〉

## 인터넷 방송
- 2020.04.09. 트로트로TV K-music Official 《스쿨오브트롯》 3회 '트롯소녀 인생토크', 게스트, 〈새벽비〉(혜은이)
- 2021.04.17. 전등사TV 《부처님 오신날 행사 - 전등사 산사음악회》 (강화도 전등사), 초대가수 〈얄미운 사람〉,〈사랑님〉,〈새벽비〉,〈사랑은 나비인가봐〉
- 2021.08.06. 트롯869 《내일은 트롯스타》 EP.01, 〈새벼비〉,〈얄미운 사람〉,〈사랑님〉,〈울엄마〉,〈10분 내로〉

## 행사
- 2020.09.04. 《2020 괴산 고추축제》 '랜선 라이브쇼' 단독 초대가수
- 2021.05.07. 유튜브 영양만점 《영양산나물축제》 초대가수
- 2021.10.16. 청주문화원 《제15회 세종대왕과 초정약수축제 - 달빛버스킹》 (초정행궁 편전 특설무대), 초대가수, 〈사랑님〉,〈척하면 척이지〉
- 2022.06.30. 《2022 아산CC 회원의밤 음악회》 초대가수 〈막걸리 한잔〉,〈척하면 척이지〉
- 2022.07.24. 《제25회 무안연꽃축제 연꽃음악회》 초대가수 〈나비소녀〉,〈척하면 척이지〉
- 2022.07.29. 《2022 제14회 향수옥천 포도 복숭아 축제》 초대가수 〈나비소녀〉
- 2022.07.31. 《2022 고래불 해변 페스티벌》 초대가수 〈나비소녀〉,〈척하면 척이지〉,〈막걸리 한잔〉,〈하니하니〉
- 2022.08.19. 《제20회 영양 고추아가씨 선발대회 본선》 축하공연, 〈척하면 척이지〉,〈메들리:사랑의 배터리,서울 대전 대구 부산,자기야〉윤서령X김희진X하유비
- 2022.08.22. 《윤태경과 함께하는 CJB 가요 아카데미》 (CJB 미디어센터 대공연장), 게스트,〈척하면 척이지〉,〈얄미운 사람〉,〈메들리: 하니하니, 찐이야, 사랑의 트위스트〉
- 2022.08.31. 《한국기계연합회 세미나》(롯데호텔 제주), 초대가수
- 2022.09.03. 《제26회 박달가요제》예심 축하공연,〈척하면 척이지〉,〈나비소녀〉
- 2022.09.17. 《제26회 박달가요제》본선 축하공연 (제천 모산비행장),〈척하면 척이지〉,〈나비소녀〉
- 2022.10.01. 《제1회 수비 능이 축제》(영양군 수비면 체육공원),〈하니하니〉김희진X윤서령
- 2022.10.02. 《2022 청원생명축제 - CJB JOY FM '파워 콘서트'》초대가수〈척하면 척이지〉,〈몰래한 사랑〉,〈나비소녀〉,〈메들리:찐이야,하니하니,사랑의트위스트〉,〈울엄마〉,〈막걸리 한잔〉
- 2022.10.09. 《제6회 진안홍삼축제 - 트로트 페스티벌》 , 초대가수 〈척하면 척이지〉,〈나비소녀〉
- 2022.10.22. 《의성군 세대공감 콘서트》, 초대가수 〈척하면 척이지〉, 〈나비소녀〉
- 2022.10.28. 《2022 육우 가을 큰 장터》 (일산원마운트이벤트광장)
- 2023.01.27. 《제30회 태백산 눈축제 개막식 및 축하공연》 초대가수,〈10분내로〉
- 2023.04.19. 당진군 《2023 기지시 줄다리기 축제》 (기지시 줄다리기박물관), 초대가수 〈척하면 척이지〉,〈10분 내로〉,〈하니 하니〉윤서령x김희진,〈옆집 누나〉윤서령x김희진
- 2023.04.21. 《2023 화순 고인돌축제》 개막 축하공연, 〈척하면 척이지〉,〈나비소녀〉
- 2023.04.22. 《제22회 감곡면민 화합 체육대회, 제22회 감곡면민 열린음악회》 축하공연 (감곡생활체육공원 운동장), 〈척하면 척이지〉,〈나비소녀〉,〈10분 내로〉,〈사랑님〉
- 2023.04.30. 《2023 제11회 보성 세계차 엑스포 - 제1회 보성 데일리 콘서트》 (보성농협주차장),〈척하면 척이지〉,〈나비소녀〉,〈사랑님〉,〈몰래한 사랑〉,〈10분 내로〉
- 2023.05.06. 청주BBS 《2023 가족사랑 행복콘서트》초대가수〈척하면 척이지〉,〈나비소녀〉,〈얄미운 사람〉,〈10분 내로〉

## 공연
- 2020.08.15. 김호중 팬미팅 《우리家 처음으로》 6회, 게스트
- 2022.06.19. 《제1회 드림콘서트 트롯》 (잠실올림픽주경기장) , 〈막걸리 한잔〉(강진)

## 뉴스보도
- 2020.12.29. KBS청주 1TV 《KBS 뉴스 7 충북》 [현장 e-사람] 전국 무대 누비는 충북의 '트로트 샛별'[35]
- 2021.03.01. 청소년 진로 잡지 《MODU》 3월호 VOL.92 - COVER STAR / 트롯으로 행복을 전하는 '모태 끼쟁이' 윤서령
- 2022.02.01.《SWEET》매거진, '모델 윤서령' 인터뷰

## 가온 뮤직 차트 - BGM차트(주간)
| 년도   | 주차  | 구분   | 순위 | 곡명       | 아티스트                       | 앨범                     |
| ------ | ----- | ------ | ---- | ---------- | ------------------------------ | ------------------------ |
| 2021년 | 2주차 | (종합) | 39위 | 〈울엄마〉 | 충청걸스(윤서령,이송연,김산하) | 《트롯 전국체전 PART.5》 |

## 기타
- 별명 : 엔딩요정, 트롯비타민
- 취미 : 의상 구입, 발라드/팝/댄스영상 감상
- 좋아하는 것: 예쁜 옷 구입, 맛있는 음식(고기), 잠
- 싫어하는 것: 배고픔, 쓴 음식
- 신체: 혈액형 A형, 발 사이즈 240mm[36]
- 본인 성격: 발랄하면서 활달한 편
- 이상형: 키 크고, 잘 생기고, 본인에게 잘 해주는 남자[37]
- 좌우명: 실패는 성공의 어머니
- 위키백과 페이지뷰
- MBTI : ESFJT → ISFP